# Ráng ổ rồng
Ráng ổ rồng hay Ổ rồng có tên khoa học là Platycerium grande, còn gọi là dương xỉ khổng lồ. Loài này trong tiếng Tây Ban Nha gọi là capa de leon (tạm dịchː mũi sư tử), trong tiếng Philippines gọi là dapong repolyo (tạm dịchː bắp cải không khí), là một loài dương xỉ biểu sinh trong họ Polypodiaceae. Nó là một trong hai loài dương xỉ trong chi Ổ phượng có nguồn gốc từ Philippines, cùng với Platycerium coronarium và là loài đặc hữu của đảo Mindanao, thuộc các tỉnh Zamboanga, Lanao và Davao.
P. grande thường được thu hái từ rừng và bán như một loại cây cảnh với giá cao. Do sự khai thác quá mức và bào tử khó nảy mầm trong điều kiện tự nhiên, kỹ thuật in vitro là cần thiết để đảm bảo sản xuất đại trà loài thực vật này. Chính quyền địa phương đã phân loại nó là loài cực kỳ nguy cấp.

## Thư viện ảnh

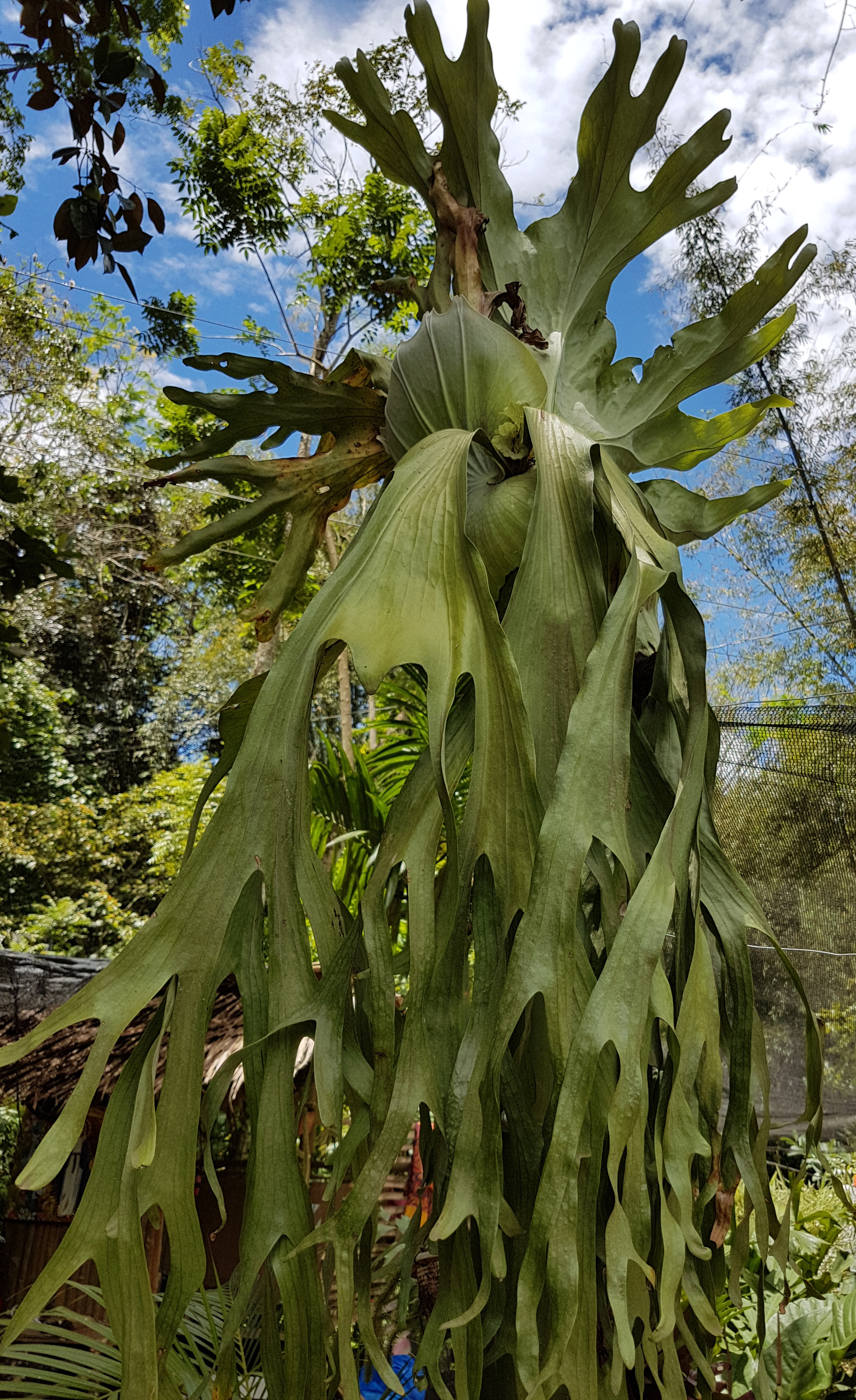
P. grande được trồng nhân tạo ở Phillipines
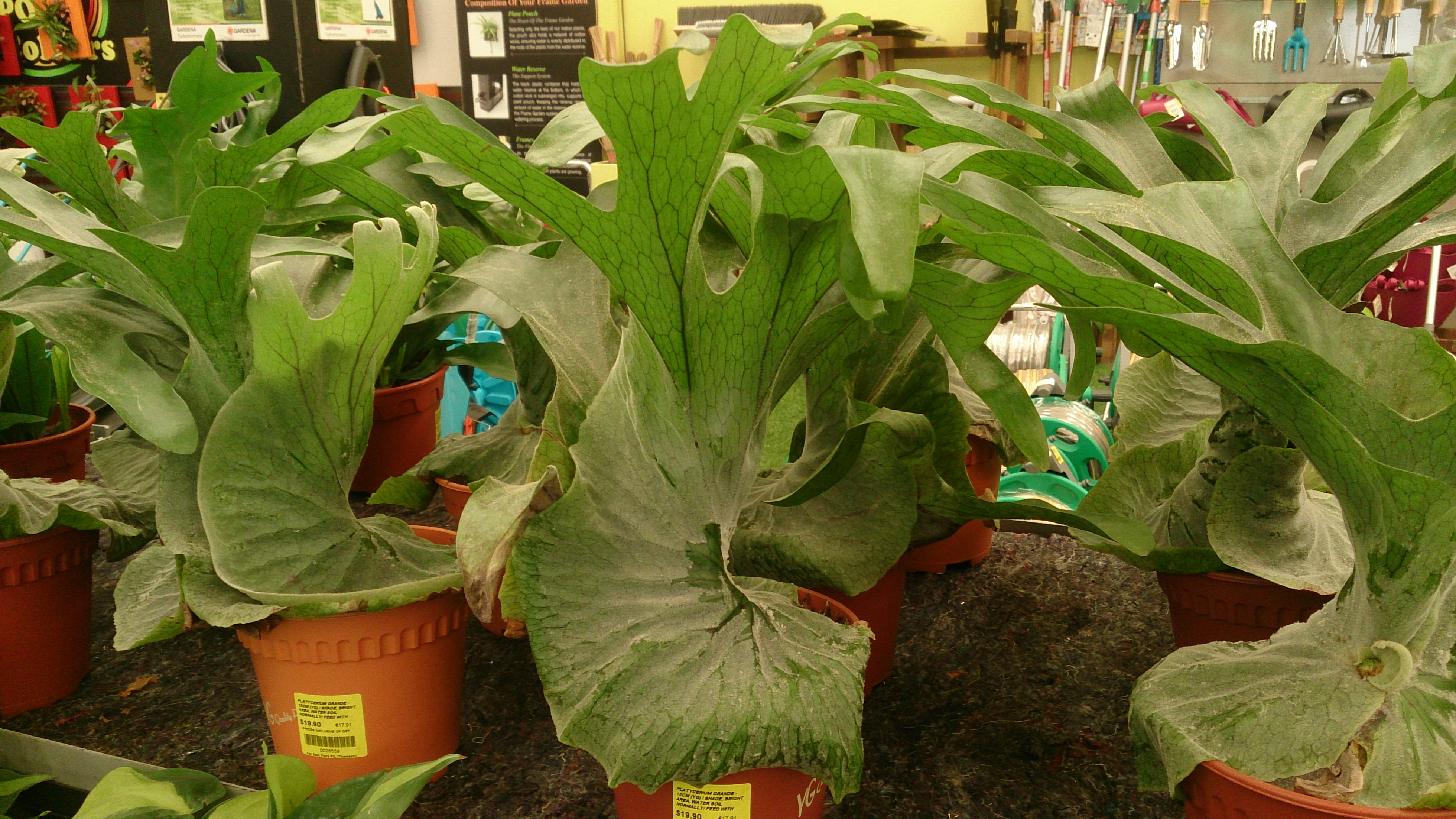
Cây P. grande trong vườn ươm
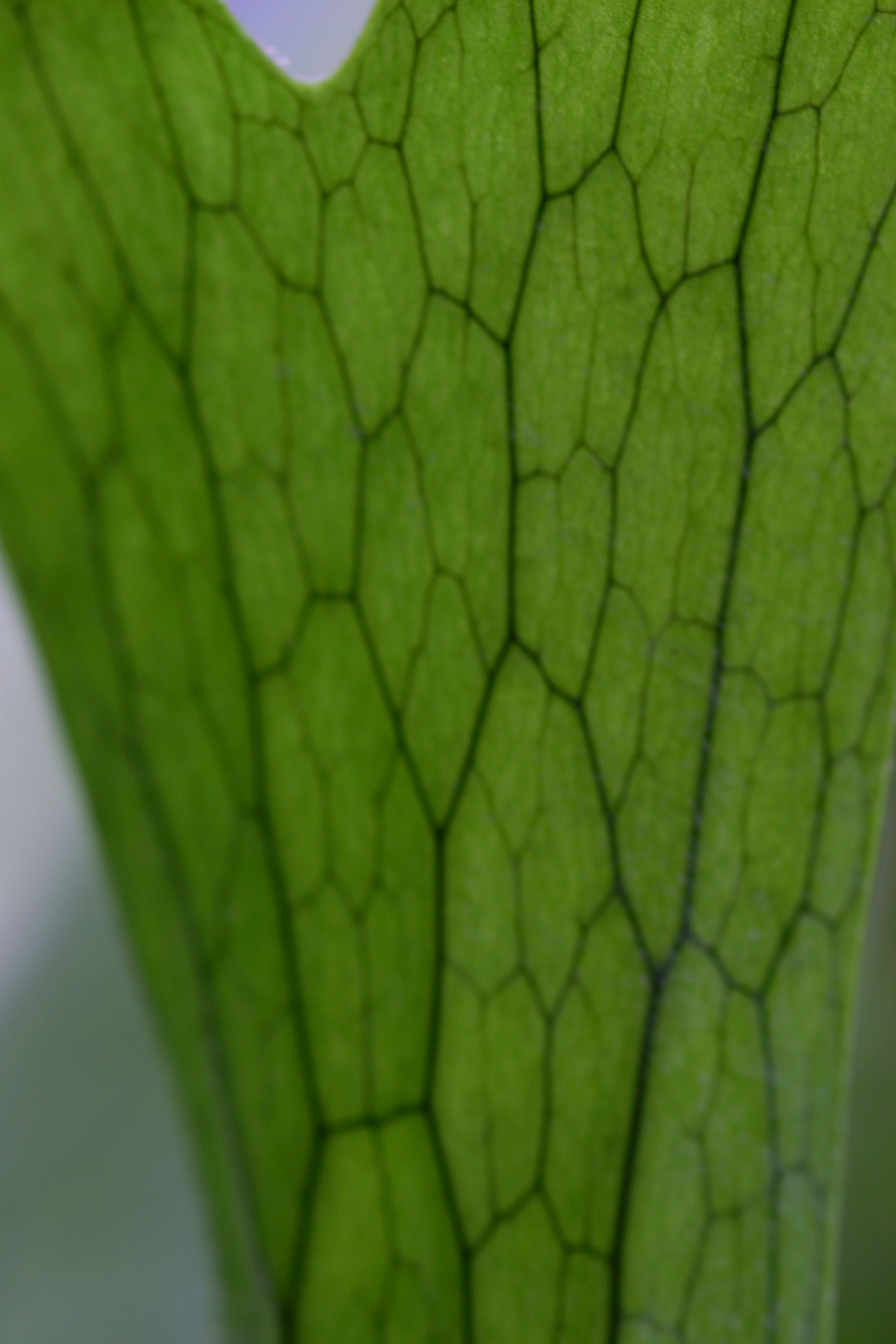
Chụp cận cảnh lá của P. grande